# Collective Imagination
Collective Imagination è il primo album in studio del compositore e musicista italiano Mr. Putiferio, pubblicato il 13 ottobre 2020.

## Descrizione
Concepito nell'arco di due anni, Collective Imagination è un concept album incentrato sull'esplorazione degli immaginari collettivi, attraverso il rock e ai suoi diversi sottogeneri. Attraverso una varietà di stili musicali che includono ballad, stoner, street metal, power rock, glam, epic metal e progressive rock, sviluppa una personale chiave di lettura di tali immaginari. L'album si articola in undici brani, ognuno dei quali si configura come colonna sonora per l'immaginario collettivo al quale è abbinato.
Una particolarità dell'album è l'utilizzo di una tonalità diversa per ognuno degli undici brani, esplorando tutte le tonalità maggiori e minori ad eccezione di Do maggiore/La minore che è del tutto priva di alterazioni.

## Tracce
1. Break That Jail – 4:03
2. Geneve – 3:09
3. Just the Opposite of Any Reasonable Hunch – 4:08
4. Take Off the Leash – 3:47
5. Kartheca – 4:59
6. Gilgamesh – 4:27
7. Namaste – 3:10
8. Mr. H. L. Rosesmith – 4:35
9. Time (Mei) – 3:25
10. Syndacate Me – 3:15
11. Futurible Future – 6:34

## Formazione
Band principale:
- Mr. Putiferio – chitarra
- Fabio Cacace – voce
- Domenico Bello – sintetizzatori, pianoforte, hammond, rhodes
- Arduino Panaro – basso
- Gese Marsico – batteria

Altri musicisti:
- Daniele Domanico – whistle (in Break That Jail)
- Paolo Daniele – harmonica (in Break That Jail)
- Trumpy – tromba (in Break That Jail)
- Fluty – flauto (in Namaste)
- Frank Romito – voice over (in Futurible Future)